# 12月5日
12月5日是公历一年中的第339天（闰年第340天），离全年结束还有26天。

## 大事记

### 18世紀以前
- 1492年：欧洲航海家哥伦布率领的船队首次在伊斯帕尼奥拉岛登陆，成为首批到来的欧洲人。
- 1650年：清朝军队结束庚寅大屠杀。

### 18世紀
- 1757年：在七年战争期间，腓特烈二世率领的普鲁士军队在洛伊滕会战中战胜卡尔亲王率领的奥地利军队。
- 1775年：大陸軍將領亨利·諾克斯開始將紐約州提康德羅加堡的60噸火炮運往波士頓，以支援圍攻波士頓的新英格蘭民兵。
- 1791年：奧地利作曲家沃夫岡·阿瑪迪斯·莫札特在維也納逝世，並留下尚未完成的《安魂曲》。

### 19世纪
- 1848年：美国总统波尔克向美国国会宣布于加利福尼亚州发现金矿的消息，引发之后的加利福尼亞淘金潮。
- 1893年：清朝与英国签署《中英藏印續約》。

### 20世紀
- 1904年：日俄战争：日軍奪取203高地成功。
- 1925年：中国国民党中央宣传部主办的《政治周报》出版，中国国民党中央宣传部代理部长的毛泽东担任主编。
- 1930年：电影《西线无战事》的首映式在柏林莫扎特礼堂举行，但被纳粹分子破坏。
- 1931年：莫斯科基督救世主人主教座堂被爆破拆卸。
- 1933年：美國憲法第二十一條修正案獲得批准生效，第十八修正案遭到廢除，美國禁酒時期結束。
- 1936年：1936年苏联宪法开始实行。
- 1940年：百团大战结束。
- 1941年：二戰莫斯科戰役：德军停止前进，同日蘇軍發動反攻。
- 1941年：納粹德國外交部長里賓特洛甫通知日本駐德外交官，回應了先前日本對德、意兩國分別在11月30日和12月2日的請求：意大利王國和納粹德國將會應日本要求对美國宣戰。
- 1941年：二戰：英國对芬蘭、匈牙利王國和羅馬尼亞王國宣戰。
- 1949年：新华广播电台更名成现在的中央人民广播电台。
- 1952年：英國倫敦發生嚴重空氣汙染，在隨後四天內造成至少4,000人死亡。
- 1955年：美国黑人发起抵制公共汽车运动。
- 1958年：英國首條高速公路普雷斯頓繞道通車。
- 1972年：澳洲工黨領袖爱德华·惠特兰被任命为就任第21任澳洲總理，结束了澳洲自由黨澳洲國家黨长达23年的执政。
- 1979年：联合国《月球協定》签字。
- 1979年：日本首相大平正芳訪問中国。
- 1991年：克拉夫丘克当选首任烏克蘭總統。
- 1995年：韩国检察机关对前总统卢泰愚提出起诉。
- 1996年：马德琳·奥尔布赖特出任美國首位女国务卿。
- 1999年：中國足球甲A聯賽第26輪比賽，重慶隆鑫輸給瀋陽海獅，後來被證實為假球，是為渝瀋假球案。

### 21世紀
- 2004年：英国允许同性伴侣登记为伴侣关系的民事伴侣法案（英语：Civil Partnership Act 2004）正式生效，但不认同同性婚姻。
- 2006年：斐濟武裝部隊總司令弗蘭克·姆拜尼馬拉馬發動軍事政變，解除總理萊塞尼亞·恩加拉塞的職務。
- 2007年：一名19歲槍手在美国内布拉斯加州奥马哈西路商场開槍掃射，包含兇手在內共計9人死亡。
- 2009年：第五届东亚运动会在香港开幕，这是香港首次举办大型综合运动会。
- 2010年：以色列卡梅尔山森林大火的火势得到基本控制，这场自12月2日开始发生的大火导致了至少42人死亡。
- 2010年：中国四川省甘孜藏族自治州道孚县发生草原火灾，导致22名救火人员死亡，1人重伤。
- 2017年：俄罗斯因在2014年索契冬运会涉嫌使用兴奋剂被国际奥委会取消参与2018年平昌冬运会。
- 2022年：美國勞倫斯利弗莫爾國家實驗室國家點火設施的科學家首次實現可控核融合的能量淨正輸出。
- 2024年：敘利亞救國政府成功佔領哈馬市。[1]
- 2024年：法國總理米歇爾·巴尼耶在不信任動議被通過後辭職，成為第五共和國在任時間最短的總理。

## 出生

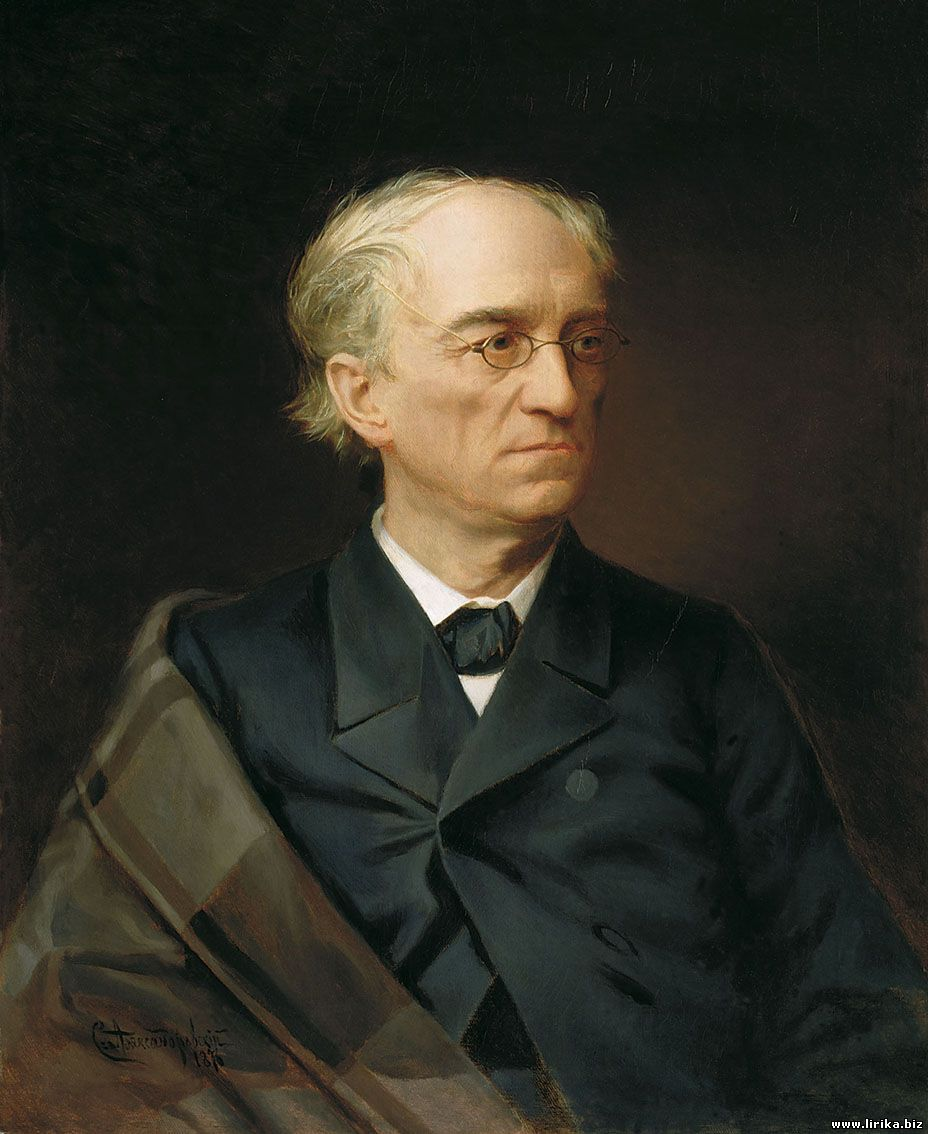
費奧多爾·秋切夫

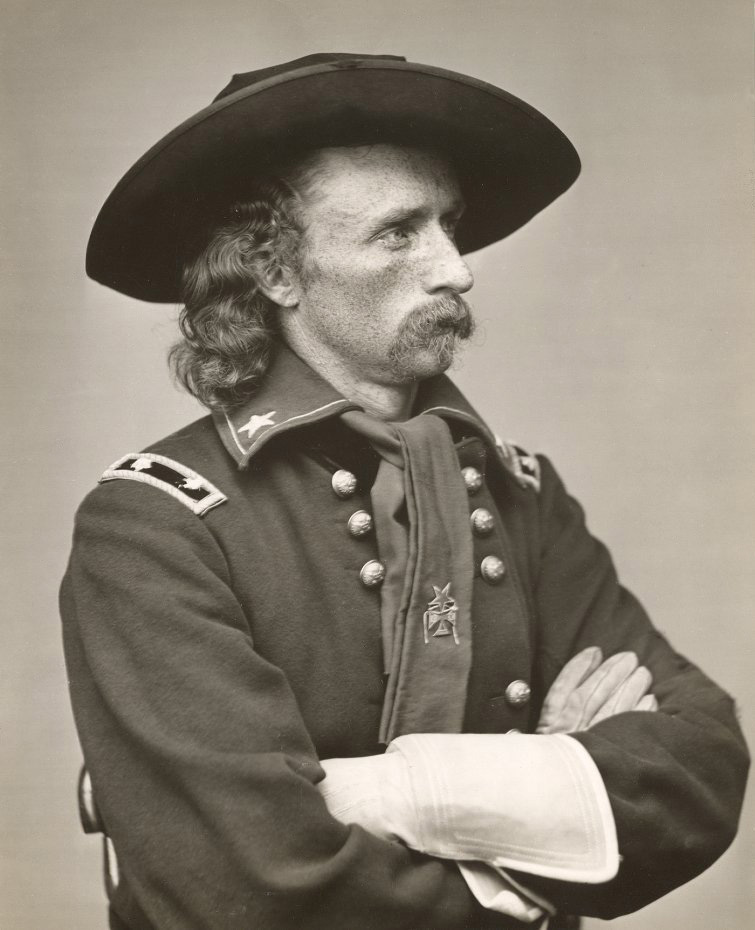
乔治·阿姆斯特朗·卡斯特

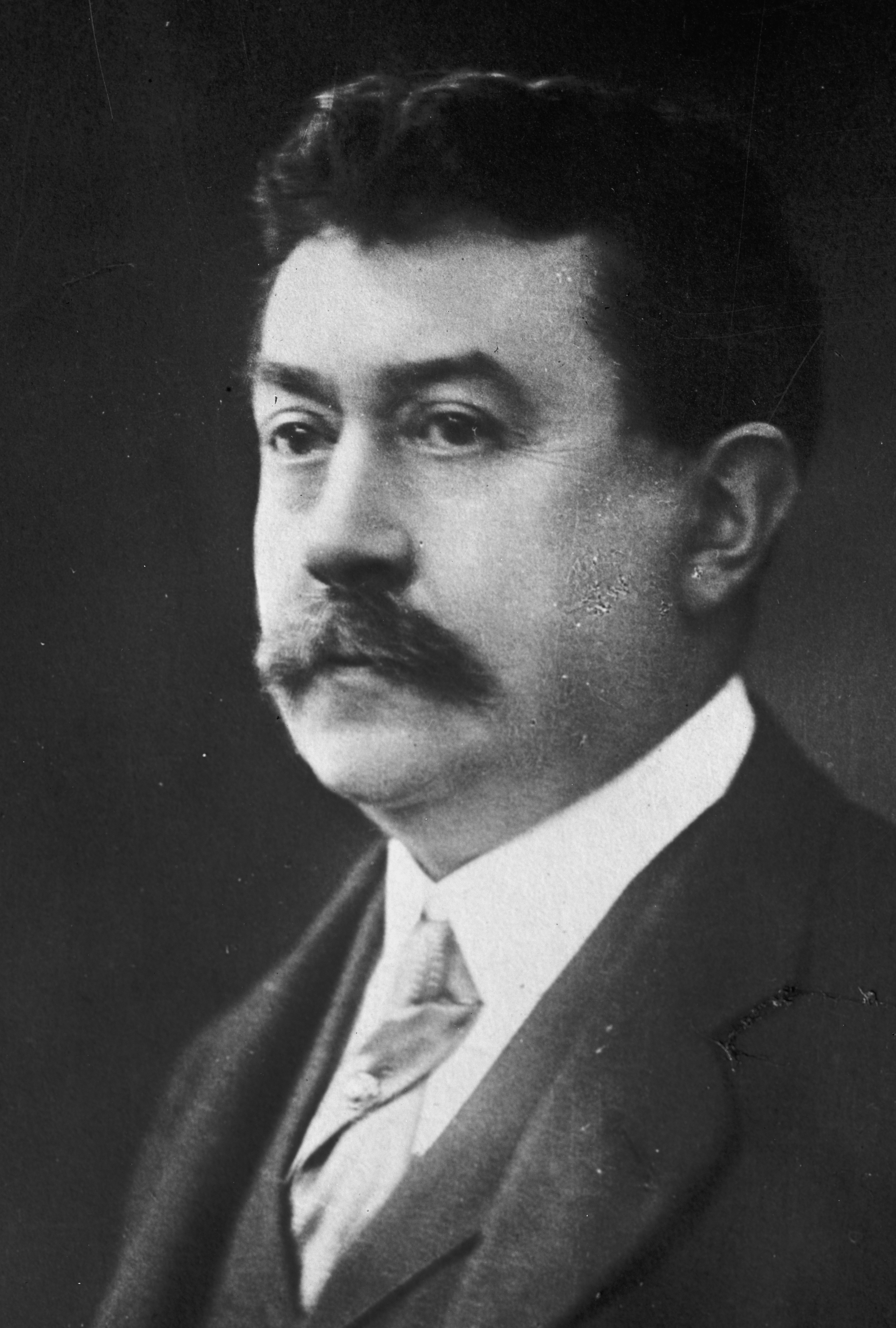
保罗·潘勒韦

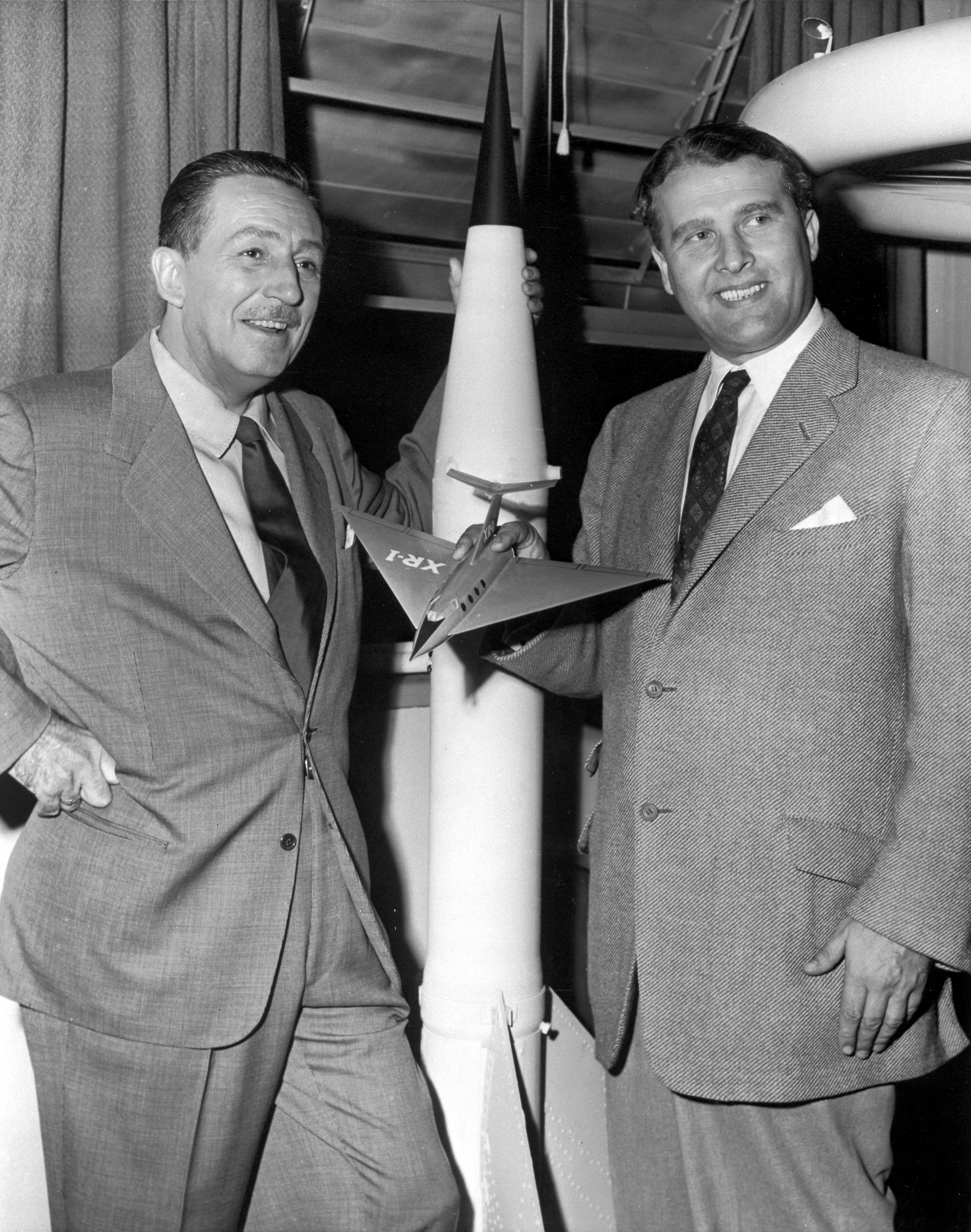
華特·迪士尼（左）與德裔火箭專家華納·馮·布朗（右）

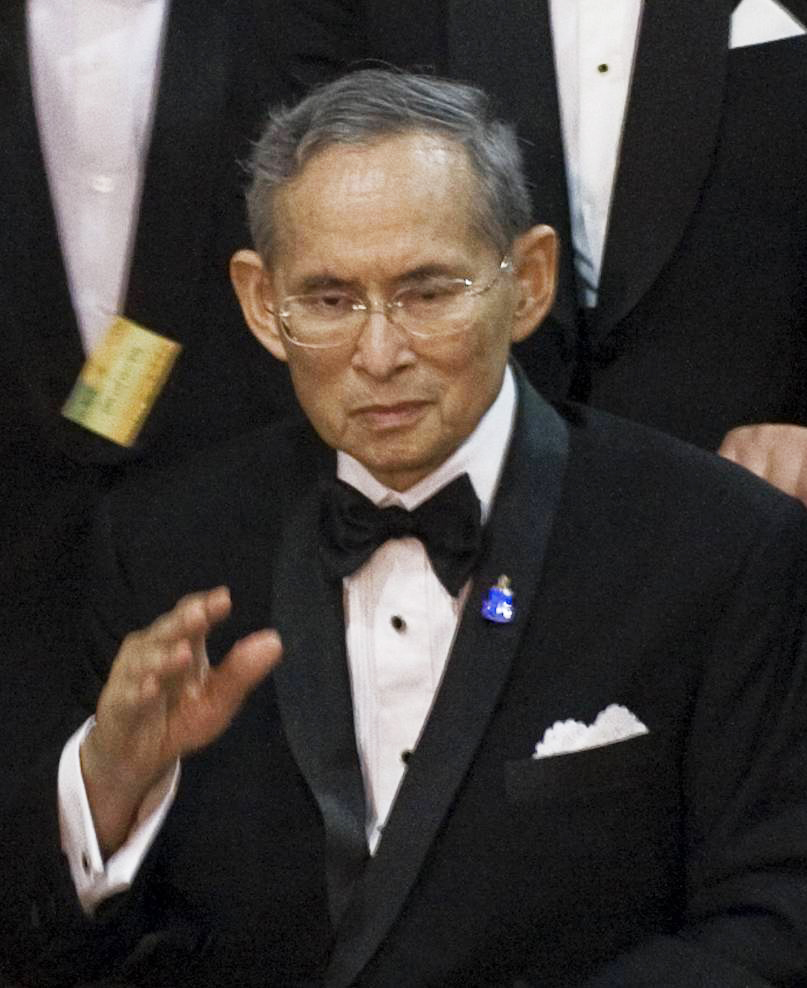
拉瑪九世

- 852年：朱温，五代十国后梁开国皇帝（912年逝世）
- 1377年：明惠帝朱允炆，明朝皇帝（1402年失蹤）
- 1443年：教宗儒略二世，羅馬主教（1513年逝世）
- 1537年：足利義昭，日本室町幕府第15代征夷大將軍（1597年逝世）
- 1687年：法蘭西斯科·吉米尼亞尼，義大利巴洛克音樂作曲家、小提琴家、音樂理論家（1762年逝世）
- 1782年：馬丁·范布倫，美國政治人物，第8任美國總統（1862年逝世）
- 1803年：費奧多爾·秋切夫，俄羅斯詩人（1873年逝世）
- 1836年：雅各布斯·安東尼·梅森，荷蘭攝影師（1885年逝世）
- 1838年：武訓，中国教育家（1896年逝世）
- 1839年：喬治·卡斯特，美國陸軍軍官（1876年逝世）
- 1842年：約翰尼斯·德·萊克，荷蘭土木工程師（1913年逝世）
- 1852年：馬克斯·卡爾·威廉·韋伯，德國-荷蘭動物學家、生物地理學家、探險家（1937年逝世）
- 1855年：克林顿·哈特·梅里厄姆，美國動物學家、鳥類學家（1942年逝世）
- 1858年：元良勇次郎，日本心理學家（1912年逝世）
- 1859年：約翰·傑利科，英國皇家海軍元帥（1935年逝世）
- 1861年：查爾斯·愛德華·馬貢，美國律師、法官、外交官、行政官員（1920年逝世）
- 1863年：保羅·潘勒韋，法國數學家、總理（1933年逝世）
- 1867年：約瑟夫·毕蘇斯基，波蘭第二共和國獨裁領袖（1935年逝世）
- 1868年：阿諾·索末菲，德國物理學家，量子力學與原子物理學開山始祖之一（1951年逝世）
- 1869年：福來友吉，日本心理學家（1952年逝世）
- 1870年：維捷斯拉夫·諾瓦克，捷克作曲家（1949年逝世）
- 1890年：弗里茨·朗，奧地利裔美國編劇、導演（1976年逝世）
- 1896年：卡爾·科里，美國生物化學家，1947年諾貝爾生理學或医學獎得主（1984年逝世）
- 1901年：華特·迪士尼，美國電影製片人、動画片家（1966年逝世）
- 1901年：维爾納·海森堡，德國物理學家，量子力學創始人之一，1932年諾貝爾物理學獎得主（1976年逝世）
- 1901年：米爾頓·艾瑞克森，美國心理治療師，被譽為「現代催眠之父」（1980年逝世）
- 1901年：亞瑟·李·塞謬爾，美國計算機科學家（1990年逝世）
- 1902年：艾默利·普萊斯柏格，匈牙利導演（1988年逝世）
- 1902年：斯特羅姆·瑟蒙德，美國政治人物，曾任南卡羅萊那州州長（2003年逝世）
- 1903年：塞西爾·鲍威爾，英國物理學家，1950年諾貝爾物理學獎得主（1969年逝世）
- 1907年：林彪，中国军事家、政治家（1971年逝世）
- 1907年：朱塞佩·奥基亞利尼，義大利物理學家（1993年逝世）
- 1909年：武藏山武，日本相撲力士，第33代橫綱（1969年逝世）
- 1911年：瓦迪斯瓦夫·斯皮爾曼，波蘭著名犹太裔鋼琴家、作曲家（2000年逝世）
- 1915年：任新民，中国航天技术专家（2017年逝世）
- 1917年：屠守锷，中国火箭技术专家（2012年逝世）
- 1925年：安納斯塔西奥·德瓦伊萊，尼加拉瓜總統、獨裁者（1980年逝世）
- 1927年：拉瑪九世，本名普密蓬·阿杜德，泰國却克里王朝第九代國王（2016年逝世）
- 1930年：段义孚，華裔美國地理學家（2022年逝世）
- 1930年：张志新，中国共产党党员（1975年逝世）
- 1932年：謝爾登·格拉肖，美國物理學家，1979年諾貝爾物理學獎得主
- 1933年：威廉·尤特莫倫，美國具象藝術家（2007年逝世）
- 1934年：瓊·蒂蒂安，美國小說家、傳記作家、散文家（2021年逝世）
- 1938年：黃文雄，臺灣裔日本作家（2024年逝世）
- 1945年：摩西·卡察夫，以色列政治人物，第8任以色列總統
- 1946年：讓-弗朗索瓦·塞奧多，法國企業家，泛歐交易所總裁（2015年逝世）
- 1946年：，西班牙歌劇演唱家
- 1947年：肖恩·奎因，愛爾蘭首富、企業家
- 1947年：布魯斯·戈爾丁，牙買加政治人物，第8任牙買加總理
- 1949年：阿卜杜拉·塞努西，利比亞將領、卡扎菲政府情報部門負責人
- 1950年：卡馬隆·伊斯拉，西班牙佛朗明哥男歌手（1992年逝世）
- 1953年：小林幸子，日本演歌歌手、演員
- 1954年：帕維爾·里赫特，捷克男子冰球運動員
- 1955年：蔡奇，中國政治人物，現任中國共產黨中央政治局常委
- 1956年：克勞斯·阿洛夫斯，德國足球主教練
- 1956年：，波蘭鋼琴家，1975年獲第九屆蕭邦國際鋼琴大賽首獎
- 1956年：，英格蘭足球運動員
- 1959年：奈良美智，日本艺术家
- 1962年：費特·魯頓，荷蘭足球員、教練
- 1965年：林政德，台灣漫畫家
- 1966年：派翠西亞·凱丝，法國女歌手、演員
- 1968年：張立威，台灣男演員（2025年逝世）
- 1968年：淵崎有里子，日本女性聲優
- 1968年：鄧文迪，美國企業家
- 1969年：薩吉德·賈偉德，英國政治人物，現任英國衛生大臣
- 1969年：琳恩·倫賽，蘇格蘭電影導演、編劇、攝影師
- 1971年：柯仁堅，台灣經典台客搖滾樂團濁水溪公社主唱、吉他手
- 1971年：康華，香港女演員
- 1972年：郭卓樺，香港男演員
- 1973年：莎琳·夏露，加拿大超級名模、演員
- 1973年：米開朗基羅·勒孔特，義大利創作歌手、演員
- 1975年：羅尼·奥沙利文，英國職業司諾克選手
- 1976年：觀月亞里莎，日本女演員
- 1976年：許慧欣，台灣女歌手、演員
- 1978年：帕德容琶·砂楚，泰國女演員
- 1978年：馬塞洛·萨拉耶塔，烏拉圭職業足球運動員
- 1978年：尼爾·德魯克曼，以色列裔美國作家、創意總監、程式設計師
- 1979年：賴雅妍，台灣女歌手、演員
- 1980年：伊藤靜，日本女性聲優
- 1981年：唐寧，香港女演員
- 1982年：凱莉·希爾森，美國創作歌手
- 1985年：窪田啓子，日本女性歌手
- 1985年：喬許·史密斯，美國职業籃球運動員
- 1987年：羅孔柔，香港女配音員
- 1989年：俞利，韓國女子偶像團體少女時代成員
- 1989年：金藝媛，韓國歌手
- 1989年：龔嘉欣，香港演員
- 1991年：邵岱兒，台灣女藝人
- 1991年：隔壁的坂田。，日本唱見歌手
- 1992年：春夏，中國女演員
- 1993年：羅斯·巴克利，英格蘭足球運動員
- 1993年：米歇爾·吉辛，瑞士女子高山滑雪運動員
- 1994年：林鈺洧，香港女演員
- 1995年：孟子義，中國女演員
- 1995年：安東尼·馬夏爾，法國足球運動員
- 1995年：凱琳·奧斯蒙德，加拿大女子花樣滑冰選手
- 1995年：塔茲·史蓋勒，西班牙裔英國男演員、作家、製片人
- 1996年：柳原可奈子，日本女性聲優
- 1997年：鈴本美愉，日本女子偶像團體欅坂46成員
- 2000年：崔秀彬，韓國男子偶像團體TXT隊長
- 2009年：黑川想矢，日本男演員

## 逝世

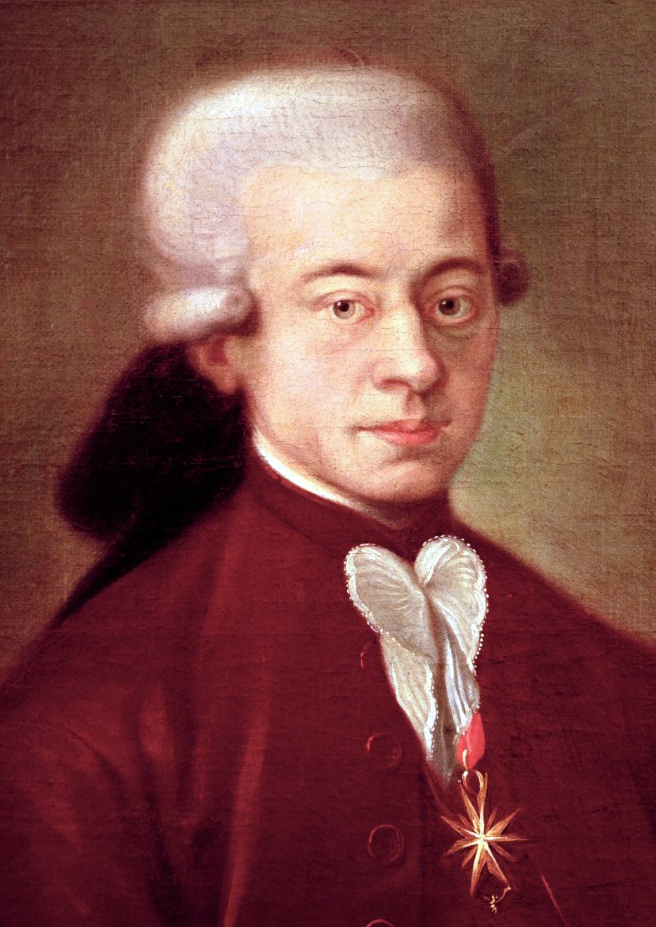
波隆納的莫札特

- 334年：李班，五胡十六国时期成汉皇帝（288年出生）
- 1560年：弗朗索瓦二世，法國國王（1544年出生）
- 1791年：莫札特，奥地利作曲家（1756年出生）
- 1870年：大仲马，法国作家（1802年出生）
- 1891年：佩德罗二世，巴西末代皇帝（1825年出生）
- 1904年：露西·埃佛勒斯·布爾，英國化學家、藥劑師（1862年出生）
- 1919年：伊利亞·米洛塞維奇，義大利天文學家（1848年出生）
- 1926年：克勞德·莫奈，法国印象派主要畫家（1840年出生）
- 1949年：阿弗雷德·洛特卡，美國數學家、物理化學家、統計學家（1880年出生）
- 1962年：約瑟夫·洛克，奧地利裔美國探險家、植物學家、地理學家、語言學家（1884年出生）
- 1965年：约瑟夫·厄兰格，美国生化生理学家，1944年诺贝尔生理学或医学奖得主（1874年出生）
- 1967年：大衛·艾爾曼，美國催眠師（1900年出生）
- 1968年：郭永怀，中国流动力学家（1909年出生）
- 1973年：勞勃·華生-瓦特，英國物理學家，雷達的發明者（1892年出生）
- 1986年：尤德，香港總督（1924年出生）
- 1989年：李可染，中國畫家（1907年出生）
- 1992年：艾芜，中國作家（1904年出生）
- 1995年：克萊爾·卡梅倫·帕特森，美國地質學家、地球化學家（1922年出生）
- 1997年：王酩，中國作曲家（1934年出生）
- 1998年：張子強，香港犯罪集團首腦（1955年出生）
- 1999年：莉娜·特涅利，蘇聯政治人物（1932年出生）
- 2005年：弗里茨·飞利浦，荷兰企业家，飞利浦集团第四任总裁（1905年出生）
- 2007年：卡爾海因茨·施托克豪森，德国作曲家（1928年出生）
- 2007年：魏云，中国豫剧演员（1936年出生）
- 2012年：戴夫·布魯貝克，美國爵士鋼琴家、作曲家（1920年出生）
- 2013年：纳尔逊·曼德拉，南非反種族隔離革命家、政治家、慈善家，首任南非總統，1993年諾貝爾和平獎得主[2][3] （1918年出生）
- 2014年：法比奧拉，比利時王后（1928年出生）
- 2015年：迪米特爾·波波夫，保加利亞法官、前總理（1927年出生）
- 2015年：东姑阿都加里尔（英语：Tunku Abdul Jalil），第25任柔佛蘇丹蘇丹依布拉欣·依斯迈的三王子（1990年出生）
- 2017年：米哈伊一世，羅馬尼亞王國最後一任國王[4]（1921年出生）
- 2018年：康振黄，中国流体力学家（1920年出生）
- 2018年：许世勋，香港企业家（1921年出生）
- 2019年：高玉宝，中国作家（1927年出生）
- 2019年：杨洪武，中国演员（1961年出生）
- 2019年：姜亦珊，中国京剧演员（1978年出生）
- 2019年：吉喆，中国篮球运动员（1986年出生）
- 2021年：，美國律師、政治人物，曾任美國眾議院議員和美國參議院議員（1923年出生）
- 2021年：雅克·蒂茨，法國數學家（1930年出生）
- 2022年：，美國女演員（1951年出生）
- 2024年：葉夫根尼·韋利霍夫，俄羅斯核物理學家（1935年出生）

## 节假日和习俗
- 國際土壤日
- 國際志願者日
- 海地， ：发现日
- 荷蘭：聖诞老人之夜（荷兰语：Sinterklaasfeest）
- 荷蘭（斯希蒙尼克島）：圣克劳斯节
- 俄羅斯：莫斯科战役军事荣耀节
- 苏里南：儿童节
- 泰國：國慶節、父親節
- 比利时、 捷克、 斯洛伐克、 荷蘭、 匈牙利、 羅馬尼亞、 德国、 波蘭、 英国：聖·尼古拉斯之夜